# Ballens
Ballens este o localitate în cantonul Vaud, districtul Aubonne, Elveția. Localitatea are o populație de 383 de locuitori (2004), cu o densitate de 46 locuitori/km². Se află la o altitudine de 710 m și are suprafața de 8,38 km². Limba vorbită este limba franceză.